# Лючжоу
Лючжоу (кит. упр. 柳州, пиньинь Liǔzhōu; чжуанск. Liujcouh) — городской округ в Гуанси-Чжуанском автономном районе КНР.

## География
Лючжоу расположен возле реки Люцзян.

## История
Во времена империи Тан в 621 году была образована Куньчжоуская область (昆州). Позднее она была переименована в Нанькуньскую область (南昆州), а с 634 года стала Лючжоуской областью (柳州) — так и появился топоним «Лючжоу». После монгольского завоевания и образования империи Юань Лючжоуская область была в 1277 году преобразована в Лючжоуский регион (柳州路). После свержения власти монголов и образования империи Мин «регионы» были переименованы в «управы» — так в 1368 году появилась Лючжоуская управа (柳州府), власти которой разместились в уезде Мапин (马平县). После Синьхайской революции в Китае была проведена реформа структуры административного деления, в ходе которой управы были упразднены, и поэтому в 1912 году Лючжоуская управа была расформирована.
В 1929 году здесь был построен крупнейший на тот момент механический завод провинции Гуанси.
В 1931 году уезд Мапин был переименован в Лючжоу (柳州县). В 1937 году уезд Лючжоу был переименован в Люцзян.
Во время Второй мировой войны в этих местах размещалась авиабаза американских ВВС. Люцзян был взят японскими войсками 7 ноября 1944 года в ходе операции «Ити-Го», и освобождён китайскими войсками 30 июня 1945 года во время второй Гуансийской кампании.
После вхождения этих мест в состав КНР в конце 1949 года из уезда Люцзян был официально выделен в качестве отдельной административной единицы город Лючжоу (柳州市). Был образован Специальный район Лючжоу (柳州专区), в состав которого вошли город Лючжоу и 10 уездов. В 1950 году город Лючжоу был выведен из состава специального района, и подчинён напрямую властям провинции Гуанси. 29 июня 1951 года уезды Ложун (雒容县), Люцзян (榴江县) и Чжунду (中渡县) были объединены в уезд Лучжай.
2 сентября 1952 года уезд Жунсянь (融县) был переименован в Жунъань.
В ноябре 1952 года из частей уездов Жунъань, Саньцзян и Лочэн провинции Гуанси, и части уезда Цунцзян провинции Гуйчжоу был создан Дамяошань-Мяоский автономный район (大苗山苗族自治区) уездного уровня. 3 декабря 1952 года уезд Саньцзян был преобразован в Саньцзян-Дунский автономный район (三江侗族自治区) уездного уровня.
В декабре 1952 года в провинции Гуанси был создан Гуйси-Чжуанский автономный район (桂西壮族自治区), и Специальный район Лючжоу вошёл в его состав.
В 1953 году Специальный район Лючжоу был расформирован: уезд Лучжай перешёл в состав Специального района Гуйлинь (桂林专区) провинции Гуанси, а остальные уезды — в состав Специального района Ишань (宜山专区) Гуйси-Чжуанского автономного района провинции Гуанси. В 1955 году Дамяошань-Мяоский автономный район уездного уровня был преобразован в Дамяошань-Мяоский автономный уезд (大苗山苗族自治县), а Саньцзян-Дунский автономный район уездного уровня — в Саньцзян-Дунский автономный уезд. В 1956 году Гуйси-Чжуанский автономный район был переименован в Гуйси-Чжуанский автономный округ (桂西僮族自治州).
В 1958 году автономный округ был упразднён, а вся провинция Гуанси была преобразована в Гуанси-Чжуанский автономный район; при этом был расформирован Специальный район Ишань, и вновь создан Специальный район Лючжоу, в состав которого вошли город Лючжоу, Саньцзян-Дунский и Дамяошань-Мяоский автономные уезды и 12 обычных уездов из состава расформированного Специального района Ишань. В том же году в состав Специального района Лючжоу были переданы уезд Лучжай из состава Специального района Гуйлинь, и Даяошань-Яоский автономный уезд из состава Специального района Пинлэ (平乐专区).
В 1960 году уезд Шилун (石龙县) был переименован в Сянчжоу.
В 1961 году город Лючжоу был вновь выделен из состава Специального района, опять перейдя в прямое подчинение властям автономного района.
В 1962 году из уезда Сянчжоу был выделен уезд Усюань.
В 1965 году уезды Хэчи, Ишань, Тяньэ, Лочэн, Наньдань и Хуаньцзян были переданы в состав нового Специального района Хэчи (河池专区).
В 1966 году Дамяошань-Мяоский автономный уезд был переименован в Жуншуй-Мяоский автономный уезд, а Даяошань-Яоский автономный уезд — в Цзиньсю-Яоский автономный уезд.
В 1971 году Специальный район Лючжоу был переименован в Округ Лючжоу (柳州地区).
В 1979 году город Лючжоу был разделён на районы.
В июне 1981 года из уезда Лайбинь был выделен городской уезд Хэшань.
Постановлением Госсовета КНР от 8 октября 1983 года уезды Лючэн и Люцзян были выведены из состава округа Лючжоу и переданы в подчинение властям города Лючжоу.
Постановлением Госсовета КНР от 22 июня 2002 года был расформирован Пригородный район Лючжоу (柳州市市郊区), а его земли были разделены между другими городскими районами.
19 ноября 2002 года Округ Лючжоу был расформирован: Цзиньсю-Яоский автономный уезд, городской уезд Хэшань, а также уезды Лайбинь, Синьчэн, Сянчжоу и Усюань образовали городской округ Лайбинь, а Жуншуй-Мяоский автономный уезд, Саньцзян-Дунский автономный уезд и уезды Лучжай и Жунъань были объединены с городом Лючжоу в городской округ Лючжоу.
Постановлением Госсовета КНР от 30 марта 2016 года уезд Люцзян был преобразован в район городского подчинения.

## Административно-территориальное деление
Городской округ Лючжоу делится на 5 районов, 3 уезда, 2 автономных уезда:
| Карта | Статус                           | Название        | Иероглифы                 | Пиньинь | Население (2010) | Площадь (км²) |
| --- | -------------------------------- | --------------- | ------------------------- | ------- | ---------------- | ------------- |
| ① Юйфэн ② Любэй Люцзян Лючэн Лучжай Жунъань Жуншуй-Мяоский · автономный уезд Саньцзян-Дунский · автономный уезд ① Чэнчжун ② Люнань |                                  |                 |                           |         |                  |               |
| Район | Чэнчжун                          | 城中区          | Chéngzhōng qū             |         |                  |               |
| Район | Юйфэн                            | 鱼峰区          | Yúfēng qū                 |         |                  |               |
| Район | Люнань                           | 柳南区          | Liǔnán qū                 |         |                  |               |
| Район | Любэй                            | 柳北区          | Liǔběi qū                 |         |                  |               |
| Район | Люцзян                           | 柳江区          | Liǔjiāng qū               |         |                  |               |
| Уезд | Лючэн                            | 柳城县          | Liǔchéng xiàn             |         |                  |               |
| Уезд | Лучжай                           | 鹿寨县          | Lùzhài xiàn               |         |                  |               |
| Уезд | Жунъань                          | 融安县          | Róng'ān xiàn              |         |                  |               |
| Жуншуй-Мяоский автономный уезд | Жуншуй-Мяоский автономный уезд   | 融水苗族 自治县 | Róngshuǐ Miáozú zìzhìxiàn |         |                  |               |
| Саньцзян-Дунский автономный уезд                                                                                                   | Саньцзян-Дунский автономный уезд | 三江侗族 自治县 | Sānjiāng Dòngzú zìzhìxiàn |         |                  |               |

## Экономика

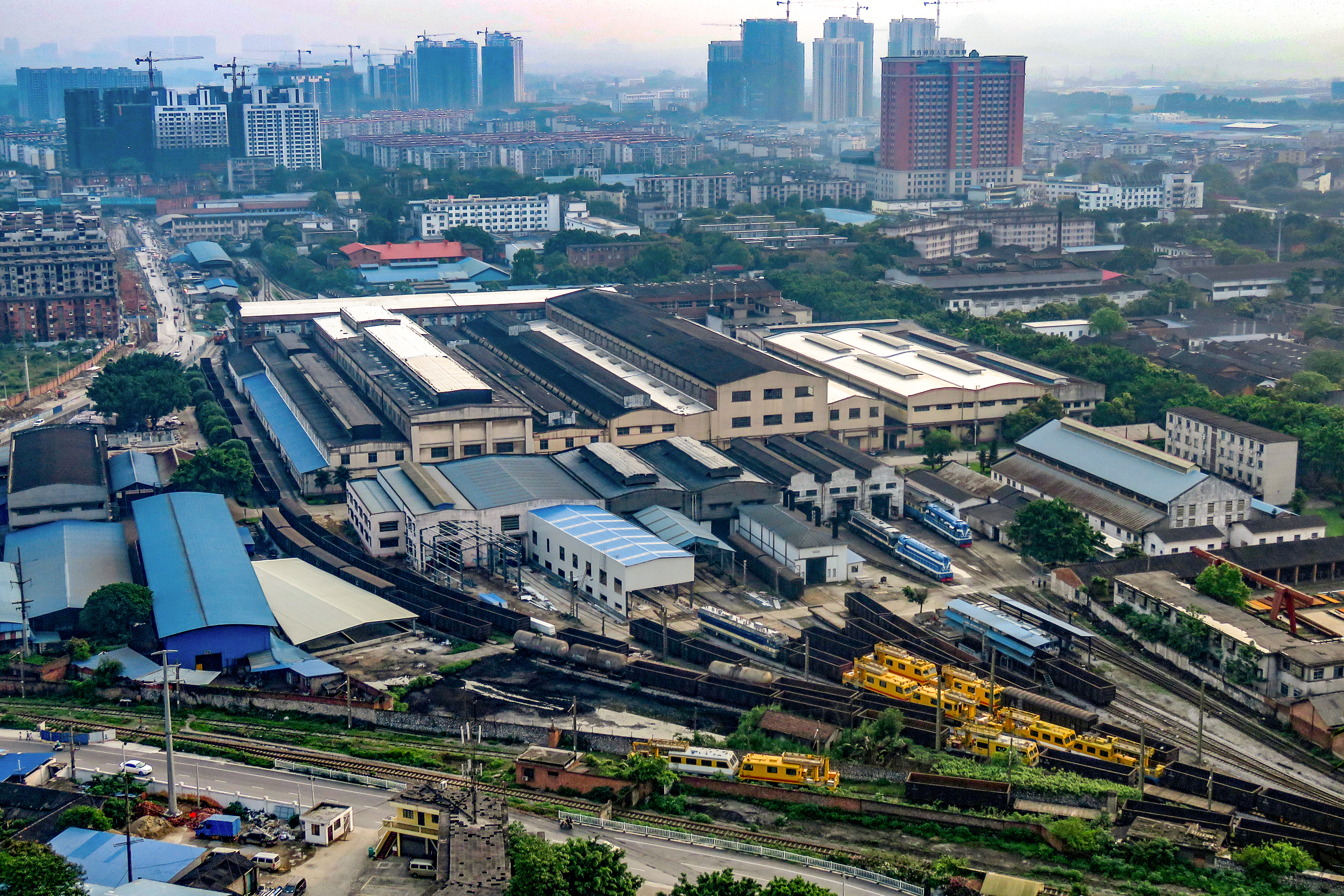
Завод Liuzhou Locomotive and Rolling Stock

По состоянию на 2023 год годовая производственная мощность Лючжоу составляла более 2,5 млн автомобилей. В Лючжоу расположены крупные автосборочные заводы Wuling Automobile Industry (лёгкие грузовики, микроавтобусы, легковые автомобили, двигатели), Dongfeng Liuzhou Motor (внедорожники, кроссоверы, минивэны, микроавтобусы, седаны) и SAIC-GM-Wuling (SGMW) — совместное предприятие компаний SAIC Motor, General Motors и Liuzhou Wuling Motors (минивэны, внедорожники и пикапы). 
Также в городе базируются завод 2-го НПО компании China Aerospace Science and Industry Corporation, машиностроительный завод компании Liugong Machinery (экскаваторы, бульдозеры, грейдеры, краны, автопогрузчики, самосвалы, дорожные катки и асфальтоукладчики, дробилки, буровые установки, комбайны для уборки сахарного тростника), завод железнодорожной техники Liuzhou Locomotive and Rolling Stock, сталелитейный завод Liuzhou Iron and Steel.
Лючжоу является крупным производителем и экспортёром лапши лосыфэнь («улиточной лапши»).

## Транспорт
Важное значение имеют грузовые железнодорожные перевозки по маршрутам Китай — Европа и Китай — Вьетнам, которые осуществляются из Южного логистического центра. Из Лючжоу в Центральную Азию и Россию экспортируются автомобили, автокомплектующие и дорожно-строительная техника.

## Палеоантропология

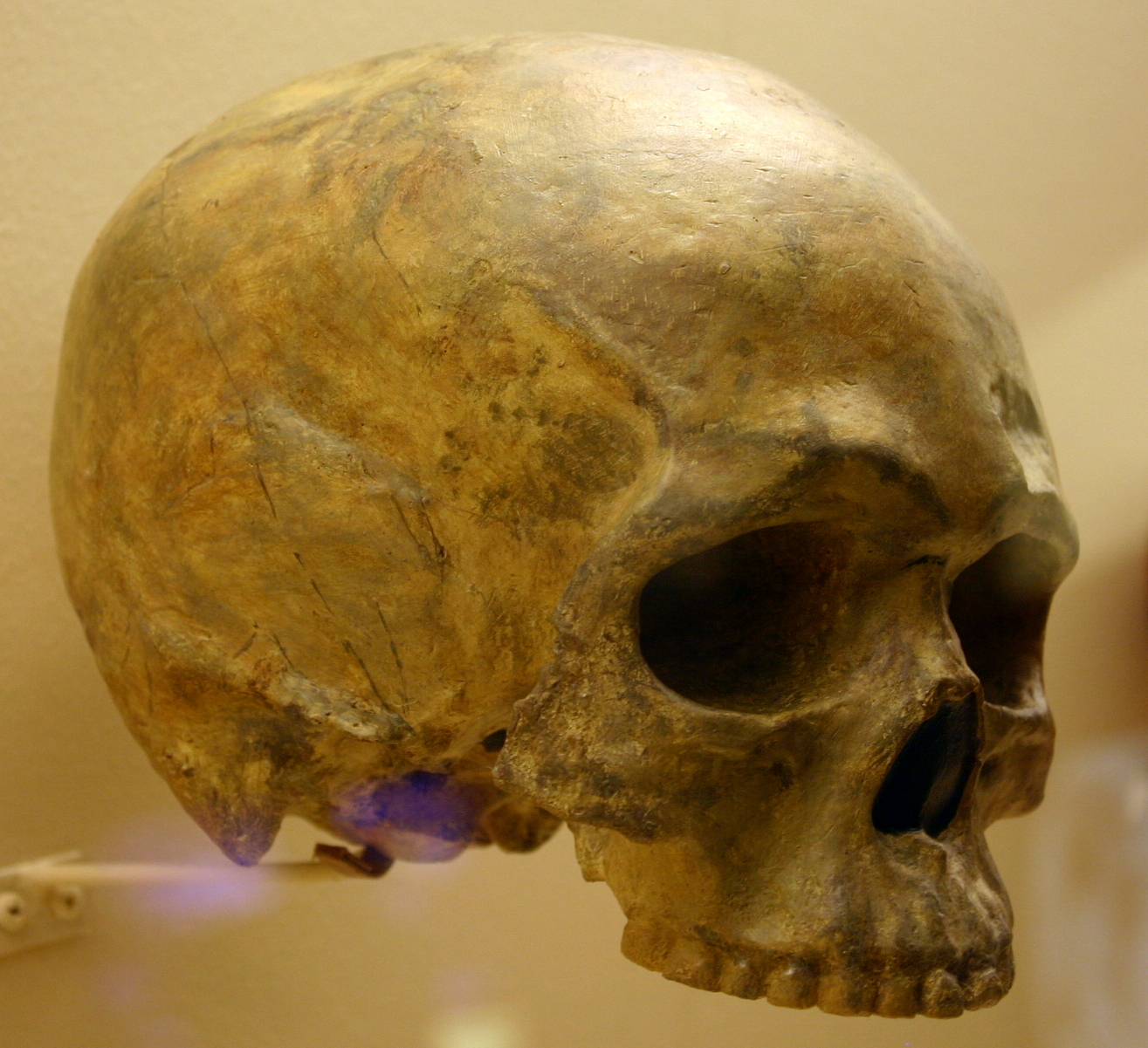
Человек из Люцзяна в Национальном музее естественной истории (Вашингтон)

Люцзянский человек (en:Liujiang man) из пещеры Тунтяньянь (Tongtianyan) в городском округе Лючжоу датируется возрастом 68 тыс. лет. Исследование 2024 года предоставило новые оценки возраста останков человека из Люцзяна, установив, что им от 33 000 до 23 000 лет.

## Города-побратимы
Список городов-побратимов Лючжоу:
1. Пассау, Германия
2. Цинциннати, США